# 마크맨
"마크맨"(영어: The Marksman)은 2021년 공개된 미국의 액션 스릴러 영화이다.

## 출연
- 리엄 니슨 - 짐 핸슨 역
- 캐서린 위닉 - 세라 페닝턴 역
- 후안 파블로 라바 - 마우리치오 역
- 제이컵 페레즈 - 미겔 역
- 테레사 루이스 - 로사 역
- 알프레도 키로스 - 카를로스 역
- 렐리아 샤이밍턴 - 티나 역
- 숀 A. 로세일스 - 에르난도 역
- 호세 바스케스 - 이시드로 역
- 안토니오 레이바 - 리고 역
- 딜란 케닌 - 랜들 역
- 루스 레인스 - 에버렛 역
- 앤 배럿 리처즈 - 클라라 역
- 데이빗 데라오 - 코요테 역
- 예디엘 킬레스 - 호르헤 역
- 크리스천 힉스 - 대니 역
- 호세 미한고스 - 에밀리오 역
- 로저 제롬 - 오토 역
- 켈렌 보일 - 돌턴 역
- 클락 산체스
- 알렉스 나이트
- 그레이슨 베리
- 에소디 게이거
- 앰버 미드썬더
- 빅 브로우더
- 찰스 데이비드 리처즈
- 토미 라피트